# Horta del Pimpí

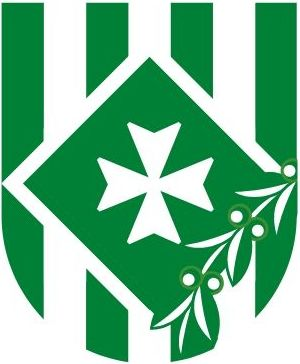
Escut de L'Horta de Pimpí, creat per un artista anònim.

L'Horta de Pimpí és un territori de Tortosa, la capital de comarca del Baix Ebre.
La zona geogràfica de l'Horta de Pimpí compren el territori que està situat, on finalitza el terme de la ciutat de Tortosa, el barrio de Remolins, i l'entitat municipal descentralitzada de Bítem. L'Horta de Pimpí està situada al marge esquerre del riu Ebre. Població de caràcter agrícola que té un important patrimoni arquitectònic: La Capella dels Reis,una església inclosa a l'Inventari de l'Inventari del Patrimoni Arquitectònic de Catalunya.

## Història
Anteriorment nomenada com "Horta", va ser refundada amb la conquista cristiana com Horta de Pampino, on al cap del temps va passar a nomenar-se amb el nom amb la qual la coneixem actualment "Horta de Pimpí" o "Horta del Pimpí". L'Horta de Pimpí fou des dels seus inicis un territori independent del barri de Remolins i de Bítem.
L'església de la Capella dels Reis, és el centre de l'Horta, la tradició diu que va ser construïda per Carles III. La devoció als Reis demostra l'existència de via de peregrinació a Santiago de Galícia i Tortosa, efectivament, és l'entrada i la sortida al camí de Santiago de l'Ebre. El dia de l'Epifania és una tradició que els Reis d'Orient, que van participar en la Cavalcada de Tortosa, assisteixen a la missa a les 12 h, acompanyat de les autoritats de la ciutat.